# Tino Hausotte
Tino Hausotte (* 1969) ist ein deutscher Hochschullehrer.
Tino Hausotte studierte Elektrotechnik an der Fakultät für Informatik und Automatisierung an der Technischen Universität Ilmenau. Er war zwischen Januar 1995 und März 2011 Wissenschaftlicher Mitarbeiter an der Maschinenbau-Fakultät der TU Ilmenau. Im Juli 2002 promovierte er über Nanopositionier- und Nanomessmaschine und im März 2011 habilitierte er sich zu Nanopositionier- und Nanomessmaschinen – Geräte für hochpräzise makro- bis nanoskalige Oberflächen- und Koordinatenmessungen. 2002 erhielt er den Thüringer Forschungspreis. Seit 2011 ist er Inhaber des Lehrstuhls für Fertigungsmesstechnik an der Friedrich-Alexander-Universität Erlangen-Nürnberg.